# Canitar
Canitar, amtlich portugiesisch Município de Canitar, ist eine kleine Gemeinde im brasilianischen Bundesstaat São Paulo. Die Bevölkerung wurde zum 1. Juli 2020 auf 5292 Einwohner geschätzt, die auf einer Gemeindefläche von rund 57,5 km² leben und Canitarenser (canitarenses) genannt werden. Sie steht an 511. Stelle der 645 Munizips des Bundesstaates. Die Entfernung zur Hauptstadt São Paulo beträgt 368 km.

## Geographie
Umliegende Gemeinden sind Ourinhos, Chavantes und Santa Cruz do Rio Pardo. Das Biom ist Mata Atlântica. Sie liegt auf einer Höhe zwischen 497 und 508 Metern über Normalnull.
Durch Canitar führt die Landesstraße SP-270 (Rodovia Raposo Tavares). Der Ort hat Anschluss an die Bahnstrecke Estrada de Ferro Sorocabana.

## Geschichte
Die Gemeinde wurde 1991 durch Landesgesetz gegründet.

## Klima
Die Gemeinde hat tropisches gemäßigtes Klima, Cfa/Cwa nach der Klimaklassifikation nach Köppen und Geiger. Die Durchschnittstemperatur ist 21,1 °C. Die durchschnittliche Niederschlagsmenge liegt bei 1347 mm im Jahr.

## Stadtverwaltung
Bei den Kommunalwahlen in Brasilien 2016 wurde Anibal Feliciano des PTB für die Amtszeit von 2017 bis 2020 zum Stadtpräfekten (Bürgermeister) gewählt. Bei den Kommunalwahlen in Brasilien 2020 wurde er für die Amtszeit von 2021 bis 2024 mit 44,33 % oder 1295 der gültigen Stimmen durch Joel Rodrigues der Cidadania abgelöst.
Die Legislative liegt bei einem Stadtrat aus 9 gewählten Vertretern (vereadores) der Câmara Municipal.